# Mistr František
Mistr František (fr. Maître François) je označení pro dříve anonymního mistra iluminátora, aktivního v Paříži v letech 1462 až 1480. Později byl identifikován s umělcem Françoisem Le Barbierem starším, doloženým v letech 1455 - 1472.

## Život a dílo
Mistr František je zmíněn v dokumentu humanisty a diplomata Roberta Gaguina jako autor miniatur v rukopisu Civitas Dei z roku 1473 (nyní Bibliothèque nationale de France). Historik umění Pavel Durrieu mu po objevu tohoto dokumentu přiřadil sadu rukopisů a identifikoval ho s iluminátorem (označovaným také jako historieur) Françoisem Le Barbierem. Jméno je zmíněno na účtech města Paříže v roce 1455 při uzavření smlouvy o koupi domu na Pont Notre-Dame, kde žil nejméně do roku 1460. V roce 1472 ručil za smlouvu na straně sochaře Françoise Truberta, bratra iluminátora Georgese Truberta. Jeho syn, Françoise Le Barbier mladší, převzal dílnu v pozdních 70. letech a držel ji až do své smrti v roce 1501. Americká historička umění Eleanor P. Spencer rozlišila rukopisy vzešlé z jeho dílny na díla předchůdce Františka v čele ateliéru, Mistra Jeana Rolina a díla jeho nástupce, Françoise Le Barbiera mladšího, označovaného jako Mistr Jakuba z Besançonu (Maître de Jacques de Besançon).
Mistr František stál v čele velmi produktivní pařížské dílny, která pracovala pro šlechtice a významné osoby Paříže mezi lety 1460 a 1480. Mezi jeho klienty patřil mimo jiné Jacques d'Armagnac, vévoda z Nemours, který vlastnil šest rukopisů. Mnoho z těchto prací bylo svěřeno zaměstnancům dílny, kteří pracovali podobným malířským stylem. Navázal na svého předchůdce Mistra Jeana Rolina a převzal prvky malby vlámských primitivů, smíšené s uměním Bedfordského mistra. Severský vliv se projevuje zejména v naturalismu scény Ukřižování. Jeho kompozice jsou zasazeny do architektonických kulis a obsahují různé prostorové plány. Používá paletu jasných barev, ale vytvořil také řadu ilustrací metodou grisaille.

### Připsaná díla

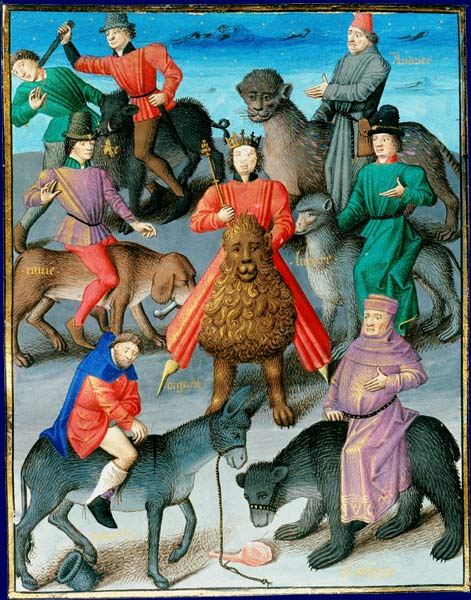
Mistr František, Historické zrcadlo

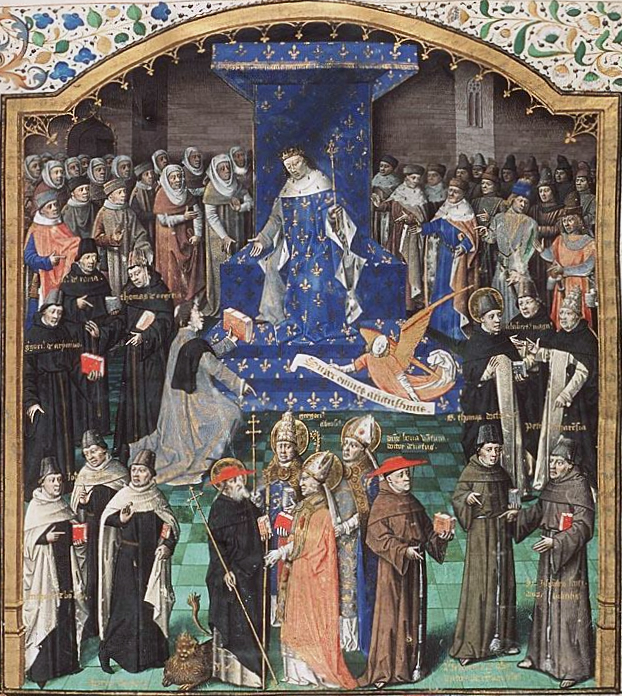
Mistr František, De Civitate Dei sv. Augustina

#### Knihy hodinek
- kolem 1460 Kniha hodinek, dokončení rukopisu Bedfordského mistra z r. 1420, Rakouská národní knihovna, Vídeň
- kolem 1460–1470 Kniha hodinek, Rakouská národní knihovna
- kolem 1460–1470 Kniha hodinek, částečně dokončena kolem roku 1480 Mistrem Drážďanské modlitební knihy, British Library
- kolem 1465–1468 Kniha hodinek Jacquese de Langeac, Městská knihovna v Lyonu
- kolem 1470 Kniha hodinek, Walters Art Museum, Baltimore
- kolem 1470 Kniha hodinek, Morgan Library & Museum, New York
- kolem 1470 Kniha hodinek, ve spolupráci s dalšími dvěma anonymními umělci, Walters Art Museum
- kolem 1470 Kniha hodinek užívaná v Bourges, s 12 velkými a 16 malými miniaturami semi-grisaille, prošla v prodeji u Sotheby's v Londýně 08.07.2014 (lot 60)
- kolem 1470–1480 Kniha hodinek a modliteb následovníka Mistra Františka, Sb. Renate König, Kolín nad Rýnem
- Kniha hodinek Pierre de Bièvre, užívaná v Paříži, soukromá sbírka
- kolem 1465 Kniha hodinek Jacquese de Langeac, Městská knihovna v Lyonu
- Kniha hodinek užívaná v Rouen, Houghtonova knihovna, Harvard University
- Kniha hodinek užívaná v Paříži, Houghtonova knihovna
- kolem 1473–1479 Kniha hodinek René II de Lorraine, Museu Calouste Gulbenkian, Lisabon
- kolem 1475 Kniha hodinek, Walters Art Museum
- kolem 1475–1480 Hodiny Wharncliff směrem, National Gallery of Victoria, Melbourne (Ms.Felton1) 11
- kolem 1480–1490 Kniha hodinek Alaina Boucharda, ve spolupráci s Maître de Jacques de Luxembourg, soukromá sbírka, prodej u Sotheby's v Londýně dne 18. 6. 2002 (lot 54)
- kolem 1482 Kniha hodinek, následovník Mistra Františka, British Library
- kolem 1485 Kniha hodinek, dílna Mistra Františka, knihovna University of Augsburg

#### Jiné rukopisy
- kolem 1460–1485 Historické kompendium (Livre du compendion ystorial), Bibliothèque de Genève
- kolem 1463 Historické zrcadlo (Miroir historial), pro Jacquese d'Armagnac, 1. sv. musée Condé, Chantilly, 2. a 3. sv. Bibliothèque nationale de France
- De Civitate Dei sv. Augustina, pro Charlese de Gauscourt, velitele Paříže, Bibliothèque nationale de France
- kolem 1467 Breviář užívaný v Paříži, Rakouská národní knihovna
- Historické kompendium, pro Jacquese d'Armagnac, Bibliothèque nationale de France
- De Civitate Dei sv. Augustina, pro Jacquese d'Armagnac, dokončeno pro Philippe de Commynes, sv. 1 musée Meermanno à La Haye, sv. 2 Bibliothèque municipale de Nantes
- De Civitate Dei sv. Augustina, pro královského sekretáře Mathieu Beauvarleta, Bibliothèque Sainte-Geneviève
- Valerius Maximus (Les Fais et les Dis des Romains et de autres gens), přeložili Simon de Hesdin a Nicholas de Gonesse, British Library
- kolem 1470 Petrarca - De remediis utriusque fortune, Rakouská národní knihovna
- kolem 1470 Un Hortulus Animae, dílna Mistra Františka, Herzog August Bibliothek, Wolfenbüttel
- kolem 1470–1480 Sen starého poutníka P. de Mézières (Le songe du vieil pelerin de Philippe de Mézières), Rakouská národní knihovna
- Francouzský rukopis Zlaté legendy pro Antoine de Chaources a Catherine et Coëtivy, ve spolupráci s Maître de Jacques de Besançon